# Jazne
Jazne este o localitate din comuna Cerkno, Slovenia, cu o populație de 114 locuitori.